# Cyprogenia stegaria
Cyprogenia stegaria är en musselart som först beskrevs av Rafinesque 1820.  Cyprogenia stegaria ingår i släktet Cyprogenia och familjen målarmusslor. IUCN kategoriserar arten globalt som akut hotad. Inga underarter finns listade i Catalogue of Life.